# Svatební košile

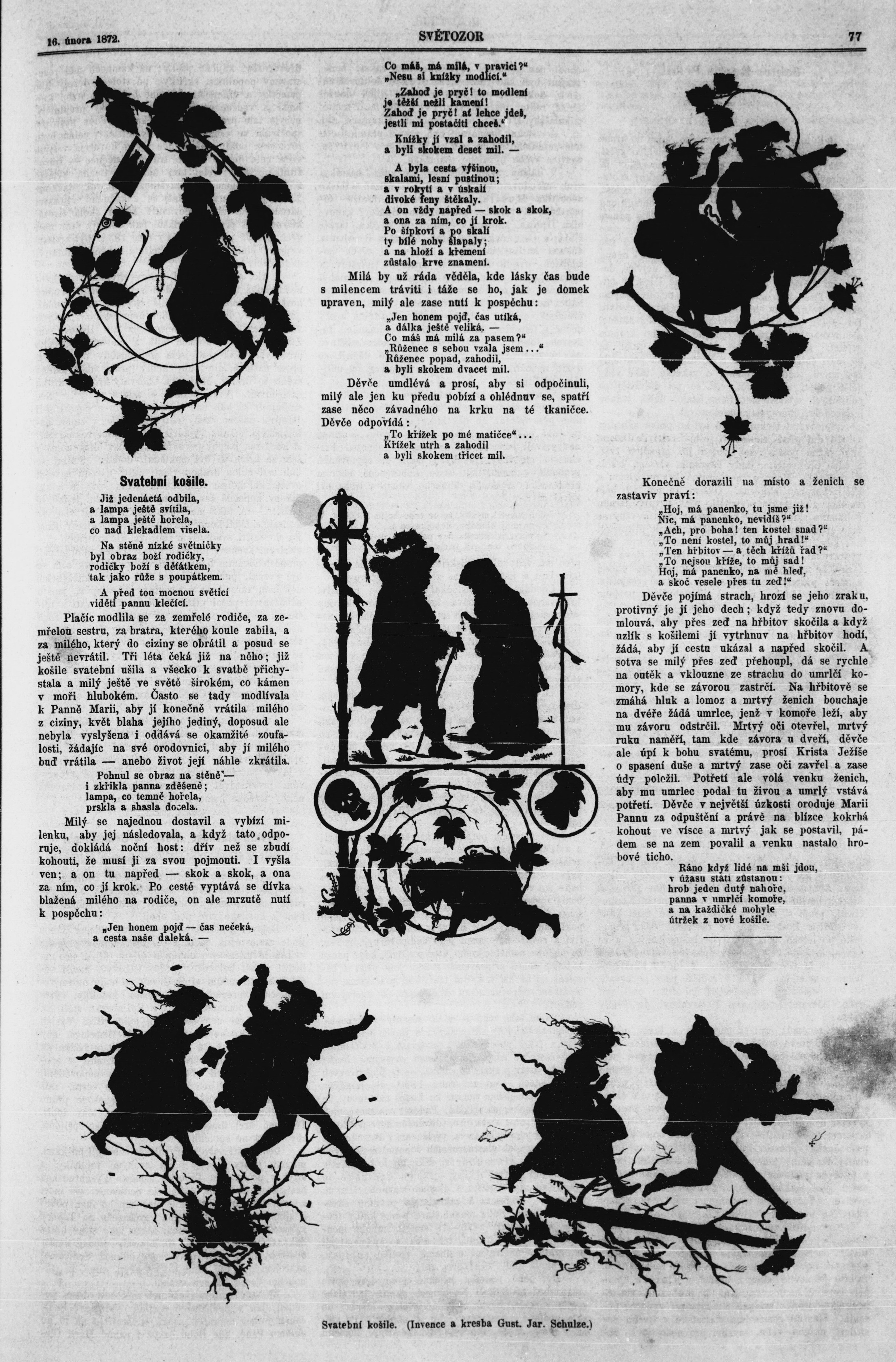
Balada Svatební košile ilustrovaná Gustavem Jaroslavem Schulzem v časopise Světozor roku 1872

Svatební košile je balada ze sbírky Karla Jaromíra Erbena Kytice. Patří k nejstarším skladbám sbírky a pojednává o dívce, která se v opuštění a bolesti rouhá Panně Marii (slovy milého z ciziny mi vrať — aneb život můj náhle zkrať). Za svůj hřích je dívka potrestána, ale mírněji, než je tomu ve „Svatebních košilích“ jiných národů, například v německé Bürgerově Lenoře. Svatební košile je tematicky blízko básni Vrba, která pojednává o proměně člověka namísto v upíra ve vrbu.

## Původ
Erben kromě balady připravil i pojednání o samotné pověsti, z níž vyšel, jejím rozšíření i uměleckém zpracování:
| „ | Tato pověst vypravuje se v Čechách dvojím, podstatně rozdílným způsobem; ano jsou i pozůstatky národních písní, jimiž se u nás opěvala. V jedné z nich pobízí umrlec dívku, aby šla s ním těmito slovy: Vstaň se, má milá, vstaň se šněrovat, čas můj uchází, nemám kdy čekat; můj kůň je rychlý jak střelná rána, ujede s námi sto mil do rána. | “ |

| „                     | Pověsti a písně národní, ježto vypravují, že umrlý z hrobu vstav přišel pro dívku, kterou za života miloval, aneb i také pro svou milou sestru, nalézajíc se téměř u všech Slovanův, a též u jiných národův. Srbové mají píseň, že zemřelý Jovan přišel na koni hrobovém pro sestru svou Jelicu. Slováci vypravují, že dívka přivolala mrtvého miláčka svého, v kaši vaříc umrlčí hlavu, kterážto varem vydávala hlas: 'Pojď, pojď, pojď!' Též Malorusové mají podobnou píseň, jako je srbská. Pověst ruskou v báseň oděl Žukovskij a tolikéž Mickievicz pověst polskou aneb litevskou. Bürgerova německá Lenora známa jest vůbec. V národní písni skotské vypravuje se, kterak mrtvý Vilém přišel pro svou milou Margaretku; a stará píseň bretaňská opět líčí bratra, kterýž v bitvě padl, a potom v noci odvezl svou milou nešťastnou sestru, jménem Gvennolaik, na onen svět. Tato podivuhodná rozšířenost jednostejné pověsti mezi národy od sebe místem i jazykem vzdálenými ukazuje zjevně na starý její původ. Příbuzné k tomu jsou také pověsti o upířích a vlkodlacích, ježto se tolikéž u všech Slovanů, tak i mnohých jiných národů evropských nalézají. | “ |
| — Karel Jaromír Erben | |   |

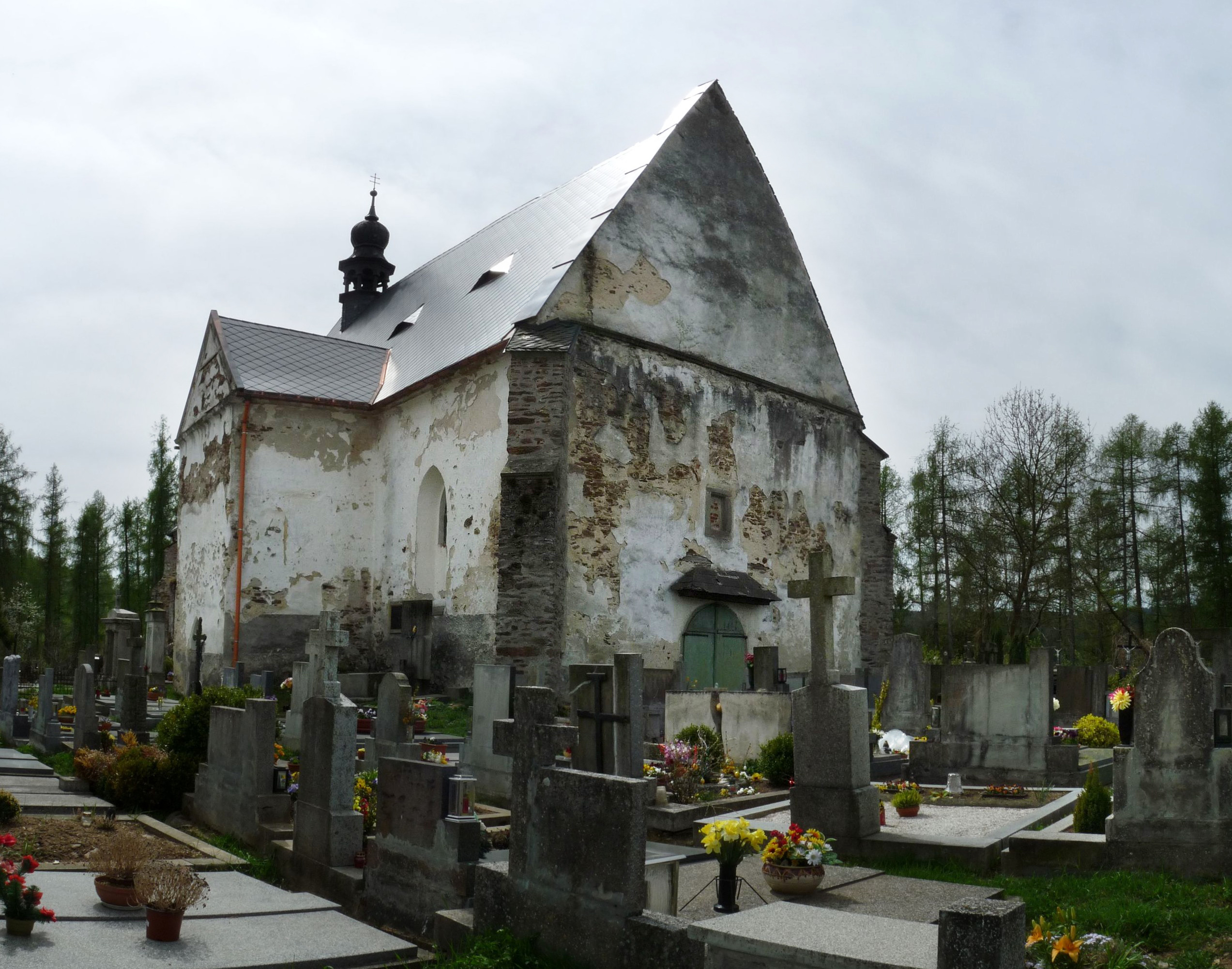
Kostel sv. Maří Magdalény ve Velharticích

V Čechách se pověsti podobného zaměření vyprávějí o velhartickém hřbitově u kostela svaté Maří Magdalény (dříve kostel Božího těla), o hřbitově u kostela svatého Petra a Pavla u bývalých Byšiček v okrese Jičín , případně o kostele svatého Prokopa u Krupky na Teplicku. Pověst související s kostelem u Krupky ve verších zpracoval František Cajthaml ve sbírce Sto pověstí a bájí severočeských. Obsahově se však poněkud liší (hlavní postavou není dívka, ale stařenka, a přestože se nerouhá, ba naopak je velmi zbožná, potká ji podobný osud jako Erbenovu hrdinku. Ačkoli nemrtvým o vlas unikne, následkem šoku do dvou dnů umírá).
Podobný příběh vylíčil již v 18. století německý spisovatel Gottfried August Bürger ve své básni Lenore z roku 1774, která měla inspirovat K. J. Erbena k napsání Svatební košile.

## Obsah
Mladá dívka se stále modlí za svého milého, který je v cizině už mnoho let a stále se nevrací. Zbytek její rodiny je již mrtev. Dívka žádá v modlitbách Pannu Marii, aby raději zkrátila její život, než aby ji nechala žít samotnou bez jejího milého. To je však z křesťanského hlediska rouhání, a tak jednou za jasné noci její milý skutečně přichází a láká ji ven pod záminkou, že si ji konečně vezme za manželku. Ona se nechá přemluvit a vydá se s ním uprostřed noci na cestu. S sebou si vezme růženec, křížek na krk a modlitební knihy. A když jdou, její milý si všimne, že s sebou nese modlitební knihy. Přemluví ji, aby je zahodila, protože je prý zpomalují. Ona mu vyhoví a rázem jsou o deset mil dále. Po několika dalších mílích si on všimne, že jeho milá má růženec za pasem. Vezme jí ho, zahodí, a rázem jsou o dvacet mil dále. Jdou a jdou, až si on opět všimne, že ona má na krku křížek. Křížek jí utrhne, zahodí, a rázem jsou skokem o třicet mil dále.

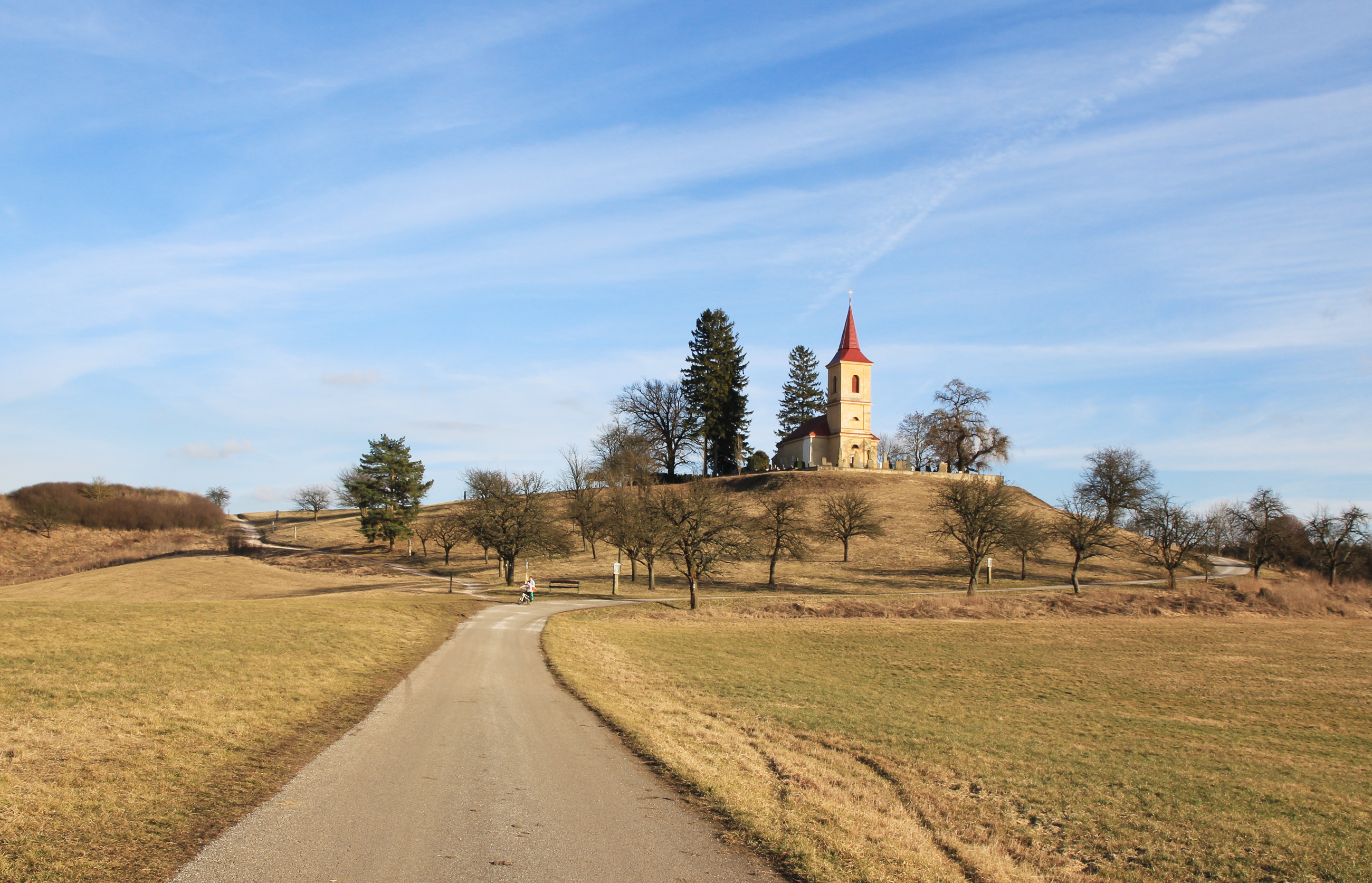
Kostel se hřbitovem v Byšičkách, které zanikly během třicetileté války

Když dorazí na místo, všimne si dívka, že dorazili k hřbitovu a její milý je vlastně živoucí mrtvola. Lekne se a lstí ho donutí přelézt hřbitovní zeď jako první a snaží se mu utéci. Když zjistí, že mu neuteče, snaží se schovat v márnici. Tam však leží umrlec. Její milý ji dostihne a třikrát se snaží přemluvit mrtvého, aby vstal a pustil jej dovnitř. Třikrát se mrtvý probudí, ale dívka se pokaždé vroucně modlí a prosí Boha o záchranu, takže mrtvý pokaždé znovu usíná. Když dívka při třetím modlení přiznává i svůj hřích a lituje toho, přichází ráno a kohout zakokrhá. Tím pádem všechny temné síly rázem ztratí svou moc a musejí ihned opustit svět živých - umrlec padne na zem a dívka ví, že už jí nemůže ublížit. Jen košile, které si s sebou nesla, jsou ráno roztrhané a rozházené po všech hrobech na hřbitově.

## Motiv
Ústředním motivem balady je kontrapunkt mezi pohanskou a křesťanskou kulturou (tyto slovanské básně mají svůj prapůvod v dobách, kdy se křesťanství šířilo Evropou). Síly zla, které znázorňují prvky pohanské mytologie (zejména postavy nemrtvých), mohou člověka ohrozit, pokud se jim poddá nebo se odvrátí od správné cesty; ale nakonec budou poraženy mocnějšími silami dobra, které znázorňují křesťanské motivy (víra, modlitba, lítost a odpuštění).

## Úryvek

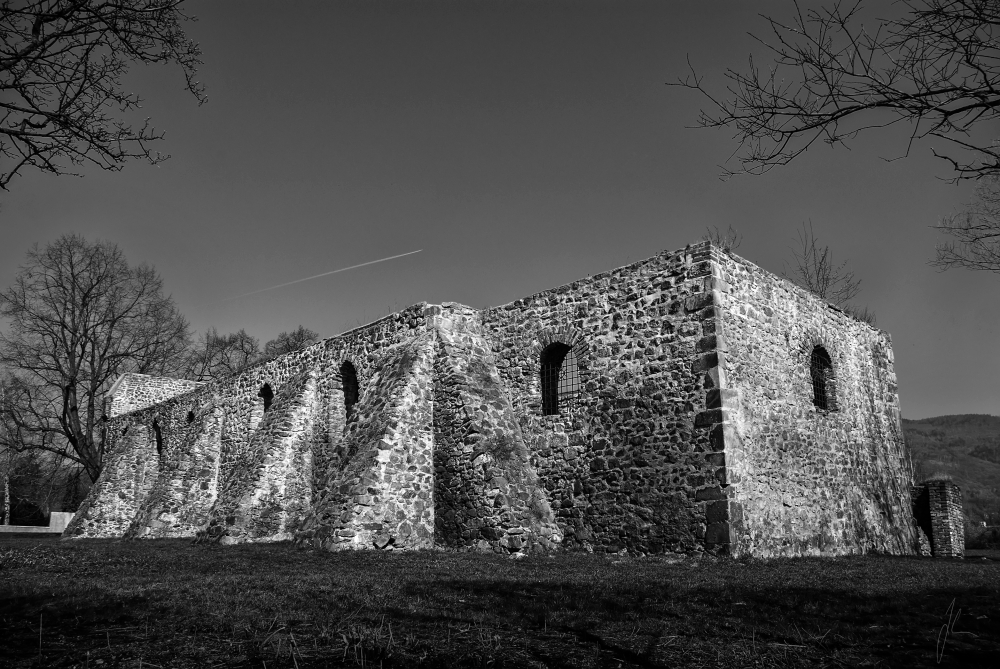
Zřícenina kostela sv. Prokopa u Krupky v Ústeckém kraji

Hoj, jak se venku vzmáhá hluk,
hrobových oblud mocný pluk;
šumí a kolem klapají
a takto píseň skuhrají:
„Tělu do hrobu přísluší,
běda, kdos nedbal o duši!“
A tu na dvéře: buch, buch, buch!
burácí zvenčí její druh:
„Vstávej, umrlče, nahoru,
odstrč mi tam tu závoru!“

## Díla online
- MARTÍNEK, František. Svatební košile (ballada na slova Karla Jarom. Erbena) pro soli, smíšený sbor a orkestr od Antonína Dvořáka: rozbor skladby s krátkým životopisem skladatelovým. Olomouc: Žerotín, 1885, 30 s. Zdigitalizováno v rámci služby Elektronické knihy na objednávku (EOD) Moravskou zemskou knihovnou v Brně. Dostupné online. 
- Radůza (VRANKOVÁ, Radka). Píseň Svatební košile (album Nebe je odemčené) 2022, 3m42s. Píseň silně inspirovaná baladou Svatební košile. Radůza Records, distribuuje SUPRAPHON a.s. Dostupné online. 